# Phare de Dundalk Pile
Le phare de Dundalk Pile est un phare situé au milieu de la baie de Dundalk à l'entrée du port donnant sur la mer d'Irlande dans le Comté de Louth (Irlande).
Il est exploité par les Commissioners of Irish Lights.

## Histoire
En 1846, les autorités portuaires de Dundalk demandent d'envisager la création de deux phares pour améliorer le trafic portuaire devenu plus important dans l'estuaire menant au port. C'est l'ingénieur Alexander Mitchell qui conçoit un phare sur une plateforme octogonale posée sur des piles au milieu de la baie. Il entre en service en 1855 et il est mis sous l'autorité des Commissioners Irish Lights en 1867. Les logements des gardiens furent établis sur le côté sud de l'estuaire.
En 1967, le phare a été alimenté à l'électricité par câble sous-marin. La cloche de brume fut remplacée par une corne de brume sonnant 6 fois toutes les 60 secondes. Ce système a été désactivé en 2011.
La lanterne est peinte en blanc et les piles en rouge. Depuis juin 2011, la lanterne alimentée par l'énergie solaire. Le phare est interdit au public et accessible uniquement par bateau pour le personnel de maintenance.